# 青い経験
青い経験（L'insegnante 別題:The School Teacher または Sexy Schoolteacher）は1975年のイタリア映画。 別題は青い経験／エロチカレッスン（DVD）がある。
エドウィジュ・フェネシュのお色気青春もののシリーズ第1弾。イタリアで大人気だった『青い体験』に対抗すべく作られた性手ほどきのお色気コメディである。日本では劇場未公開で80年代に木曜洋画劇場を中心にTV放映されていた。なお、『新・青い経験／禁じられた性の戯れ』という作品がありエドウィジュ・フェネシュも出演しているが、当作品の1年前に作られておりシリーズとは無関係である。
イタリアンエロスの頂点に位置するシリーズとなっている。

## スタッフ
- 監督：ナンド・チチェロ（英語版）

## キャスト

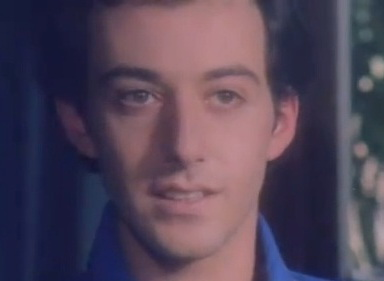
アルフレード・ペア

- エドウィジュ・フェネシュ
- ヴィットリオ・カプリオーリ
- アルフレード・ペア（英語版）
- マリオ・カロテヌート（英語版）

## シリーズ
- 青い経験／エロチカ大学（英語版、イタリア語版）（2作目）
- 青い経験／誘惑の家庭教師（英語版、イタリア語版）（3作目）